# Вицепрезидент на Съединените американски щати
Вицепрезидентът на САЩ (на английски: Vice President of the United States – VPOTUS) е вторият по ранг държавен служител в страната след президента. В случай на смърт, подаване на оставка или отстраняване от длъжност (чрез импийчмънт и осъждане) на президента на САЩ в Конституцията и във Федералния кодекс на САЩ е определена Поредност на заместниците на президента на САЩ. Начело на този списък стои вицепрезидента на САЩ, следван от още 17 души.
Освен другите си задължения вицепрезидентът изпълнява и длъжността Председател на Сената.
От 1974 година официалната резиденция на вицепрезидента се помещава във Военноморската астрономическа обсерватория на САЩ. Сградата е построена през 1893 г. на територията на столичния окръг Колумбия.
Настоящ вицепрезидент на САЩ е Джеймс Дейвид Ванс, които встъпва в длъжност на 20 януари 2025 година.

## Конституционни разпоредби
Както и Президентът на САЩ, вицепрезидентът трябва да отговаря на определени условия залегнали в Конституцията на САЩ. Той трябва да бъде гражданин на САЩ, роден в страната; да е навършил 35 години; да е живял в САЩ не по-малко от 14 години и да притежава качества да замени президента.
По традиция електоралният избор на вицепрезидент предхожда този на президента. Съгласно Конституцията срокът на вицепрезидентския мандат е определен на 4 години, като е въведено ограничение от не повече от два мандата. Конституцията не предвижда полагане на клетва при встъпване в длъжност, както е при президента.
До 1789 г. са използвани няколко варианта на клетва полагана от вицепрезидента. В периода 1789 – 1884 г. е използвана клетвата полага от сенаторите, членовете на Камарата на представителите и други държавни служители:
| „I do solemnly swear (or affirm) that I will support and defend the Constitution of the United States against all enemies, foreign and domestic; that I will bear true faith and allegiance to the same; that I take this obligation freely, without any mental reservation or purpose of evasion; and that I will well and faithfully discharge the duties of the office on which I am about to enter: So help me God.“ | „Тържествено се заклевам (Тържествено заявявам) да поддържам и браня Конституцията на Съединените щати от посегателствата на всички врагове, външни и вътрешни; да питая към нея вярност и преданост; приемам този дълг свободно, без душевни колебания, и ще изпълнявам съвестно задълженията на поста, в който встъпвам. И нека Бог да ми е на помощ!“ |
| --- | --- |

## Живи бивши вицепрезиденти
Към 6 август 2025 г. има шестима живи бивши вицепрезиденти. Най-скорошната смърт на бивш вицепрезидент е на Уолтър Мондейл (1977 – 1981) на 19 април 2021 г., на 93 години. По-долу са изображения на живите бивши вицепрезиденти:
- Дан Куейл
(1989 – 1993)
4 февруари 1947 г. (78 г.)
- Ал Гор
(1993 – 2001)
31 март 1948 г. (77 г.)
- Дик Чейни
(2001 – 2009)
30 януари 1941 г. (84 г.)
- Джо Байдън
(2009 – 2017)
20 ноември 1942 г. (82 г.)
- Майк Пенс
(2017 – 2021)
7 юни 1959 г. (66 г.)
- Камала Харис
(2021 – 2025)
20 октомври 1964 г. (60 г.)